# Tudor Bompa
Tudor Olimpios Bompa, más conocido como Tudor Bompa (Nasaud, Bistrita-nasaud, Rumanía, 23 de diciembre de 1932), es un experto en ciencias del deporte, profesor emérito de la prestigiosa Universidad de York, en Toronto, Ontario, Canadá y entrenador de conocidos atletas profesionales.

## Biografía
Tudor Olimpius Bompa, nació el 23 de diciembre de 1932 en la ciudad de Nasaud, Bistrita-nasaud, Rumanía. Comenzó su educación en su ciudad natal hasta que en 1949, se mudó a la escuela de deportes de Cluj-Napoca, donde continuó con su formación académica. Estuvo inmerso en el deporte desde muy joven, formando parte del equipo nacional de atletismo de Rumanía, ganando varias medallas de plata y bronce en los campeonatos nacionales de lanzamiento de jabalina, disco y pentatlón.
Más tarde y mientras seguía compitiendo en la modalidad de pentatlón, comenzó a jugar al fútbol de forma semi-profesional y fue velocista. Tras una lesión de tobillo, se vio obligado a adaptarse a deportes que trabajasen más el tren superior del cuerpo, decantándose por el remo. Necesitó mucho esfuerzo y entrenamiento, debido a que el remo es un deporte de resistencia y no explosivo, modalidad que había practicado a lo largo de toda su vida. Después de meses de entrenamiento, Tudor participó en el Campeonato Europeo de Remo de 1958 consiguiendo la medalla de plata en la modalidad M4+, que consiste en remar en una embarcación con 5 personas a bordo donde 4 de ellas ejercen de remeros, mientras que otra hace de timonel dando instrucciones en todo momento. Compartió medalla con sus compañeros de equipo Ion Boicu, Carol Kiss, Ion Bulugioiu como remeros y Stefan Lupu como timonel.

## Estudios
Se graduó en 1956 en el Instituto de Cultura Física y Deportes, la academia deportiva más prestigiosa de Bucarest. Tras su graduación y hasta 1970, ejerció de director en la Central Army House Sports Club, como ayudante de profesor en el Instituto Politécnico de Timisoara y en la Universidad de Bucarest, así como director ejecutivo del equipo de fútbol FC Politehnica Timișoara. A partir de 1960, comenzó a trabajar en varias tesis con el fin de encontrar nuevos métodos para mejorar el rendimiento en atletas profesionales, que fueron publicadas en la revista Studies and Research (Estudios e investigaciones) de la Universidad Politécnica de Timisoara.
En 1970 y tras haber emigrado a Canadá, realizó varios Máster entre 1972 y 1975 en la Universidad de York, en Toronto. Al finalizar, viajó hasta Buffalo, Nueva York donde estudió un doctorado en la Universidad de Buffalo, graduándose como Doctor en 1979 gracias a su tesis Mechanical analysis of the action of the arms (Análisis mecánico de la acción de los brazos). Además, también fue doctorado por Universidad de Bruselas, en Bélgica.

## Carrera como entrenador
Bompa ha entrenado a varios medallistas olímpicos y a otros deportistas que han acabado consiguiendo el título de campeones del mundo. Entrenó a la lanzadora de jabalina rumana Mihaela Penes entre 1963 y 1964, siendo ésta la ganadora de una medalla de oro en los Juegos Olímpicos de Tokio 1964, con una marca de 60.54 metros, seguida por la húngara Marta Rudas (medalla de plata con 58.27 metros) y por la soviética Yelena Gorchakova, quien consiguió el bronce con una marca de 57.06 metros.
También entrenó al velocista canadiense Ben Johnson, quien estableció un nuevo récord mundial en 100 metros lisos tras cruzar la línea de meta en 9,79 segundos, durante los Juegos Olímpicos de Seúl de 1988. Además, varios medallistas en remo también trabajaron con Bompa como entrenador.

## Premios y distinciones
Durante toda su carrera, Tudor Bompa ha recibido un total de 23 honores en 21 países diferentes, donde se incluyen los Life-Long Achievements Awards (Premios a los logros de toda una vida), por la NSCA (National Strength and Conditioning Association), entregados en Las Vegas, Nevada, Estados Unidos en 2014. En 2017, la Universidad Politécnica de Timișoara le otorgó el título de doctor honoris causa.